# انتخابات سراسری گرنادا (۲۰۱۸)
انتخابات سراسری گرنادا در ۱۳ مارس ۲۰۱۸ به منظور انتخاب اعضای مجلس نمایندگان این کشور برگزار شد.

## روش
۱۵ عضو مجلس نمایندگان گرنادا با روش نخست‌نفری در حوزه‌های انتخابیهٔ تک‌کرسی انتخاب می‌شوند.

## نتایج
| حزب                              | آرا    | ٪     | کرسی‌ها | +/–  |
| -------------------------------- | ------ | ----- | ------ | ---- |
| حزب ملی نو                       | ۳۳٬۷۸۶ | ۵۸٫۹۱ | ۱۵     | ۰    |
| کنگره دموکراتیک ملی              | ۲۳٬۲۴۳ | ۴۰٫۵۳ | ۰      | ۰    |
| جنبش مقاومت                      | ۸۷     | ۰٫۱۵  | ۰      | تازه |
| حزب لیبرال                       | ۴۹     | ۰٫۰۹  | ۰      | تازه |
| حزب رنسانس                       | ۴۴     | ۰٫۰۸  | ۰      | ۰    |
| حزب ترقی                         | ۴۲     | ۰٫۰۷  | ۰      | تازه |
| جنبش تقویت گرنادا                | ۲۵     | ۰٫۰۴  | ۰      | تازه |
| جنبش متحد ملی‌گرا                 | ۱۰     | ۰٫۰۲  | ۰      | ۰    |
| مستقل‌ها                          | ۶۸     | ۰٫۱۰  | ۰      | ۰    |
| آرای باطله/سفید                  | ۲۶۷    | –     | –      | –    |
| محموع                            | ۵۷٬۶۲۱ | ۱۰۰   | ۱۵     | ۰    |
| رأی‌دهندگان نام‌نویسی‌شده/مشارکت    | ۷۸٬۲۳۶ | ۷۳٫۶۵ | –      | –    |
| منبع: وبسایت انتخابات‌های کارائیب |        |       |        |      |